# Абетки на основі кирилиці
У цьому переліку представлені мови, які використовують або коли-небудь використовували абетку на основі кирилиці. Велика частина символів кирилиці різних мов присутня в Юнікоді (див. Кирилиця в Юнікоді).
Усього 63 мови мають абетки на основі кирилиці.

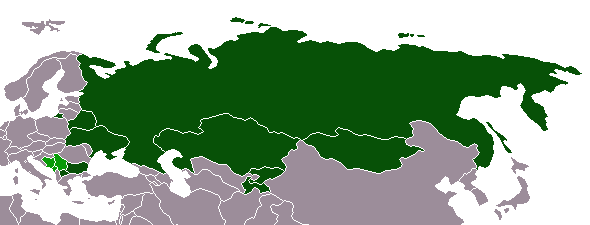
Мапа поширення кириличної абетки

## Офіційні
Абетки офіційних мов держав-членів ООН.
| білоруська  | А |   | Б | В | Г |   | Д |   | Е | Дз |   | Ё | Ж |  | З |  |   | І |   |   | Й | К |   | Л |   | М |  | Н |   |  | О |   | П |  | Р |  | С |  | Т |   | У | Ў |   | Ф | Х |   | Ц |  | Ч | Дж | Ш |   |   | Ы |  | Ь | Э |  | Ю | Я |
| болгарська  | А |   | Б | В | Г |   | Д |   | Е | Дз |   |   | Ж |  | З |  | И |   |   |   | Й | К |   | Л |   | М |  | Н |   |  | О |   | П |  | Р |  | С |  | Т |   | У |   |   | Ф | Х |   | Ц |  | Ч | Дж | Ш | Щ | Ъ |   |  | Ь |   |  | Ю | Я |
| казахська   | А | Ә | Б | В | Г | Ғ | Д |   | Е |    |   | Ё | Ж |  | З |  | И | І |   |   | Й | К | Қ | Л |   | М |  | Н | Ң |  | О | Ө | П |  | Р |  | С |  | Т |   | У | Ұ | Ү | Ф | Х | Һ | Ц |  | Ч |    | Ш | Щ | Ъ | Ы |  | Ь | Э |  | Ю | Я |
| киргизька   | А |   | Б |   | Г |   | Д |   | Е |    |   | Ё | Ж |  | З |  | И |   |   |   | Й | К |   | Л |   | М |  | Н | Ң |  | О | Ө | П |  | Р |  | С |  | Т |   | У |   | Ү |   | Х |   |   |  | Ч |    | Ш |   |   | Ы |  |   | Э |  | Ю | Я |
| македонська | А |   | Б | В | Г |   | Д | Ѓ | Е | Ѕ  |   |   | Ж |  | З |  | И |   | Ј |   |   | К |   | Л | Љ | М |  | Н | Њ |  | О |   | П |  | Р |  | С |  | Т | Ќ | У |   |   | Ф | Х |   | Ц |  | Ч | Џ  | Ш |   |   |   |  |   |   |  |   |   |
| монгольська | А |   | Б | В | Г |   | Д |   | Е |    |   | Ё | Ж |  | З |  | И |   |   |   | Й | К |   | Л |   | М |  | Н |   |  | О | Ө | П |  | Р |  | С |  | Т |   | У |   | Ү | Ф | Х |   | Ц |  | Ч |    | Ш | Щ | Ъ | Ы |  | Ь | Э |  | Ю | Я |
| російська   | А |   | Б | В | Г |   | Д |   | Е |    |   | Ё | Ж |  | З |  | И |   |   |   | Й | К |   | Л |   | М |  | Н |   |  | О |   | П |  | Р |  | С |  | Т |   | У |   |   | Ф | Х |   | Ц |  | Ч |    | Ш | Щ | Ъ | Ы |  | Ь | Э |  | Ю | Я |
| сербська    | А |   | Б | В | Г |   | Д | Ђ | Е |    |   |   | Ж |  | З |  | И |   | Ј |   |   | К |   | Л | Љ | М |  | Н | Њ |  | О |   | П |  | Р |  | С |  | Т | Ћ | У |   |   | Ф | Х |   | Ц |  | Ч | Џ  | Ш |   |   |   |  |   |   |  |   |   |
| таджицька   | А |   | Б | В | Г | Ғ | Д |   | Е |    |   | Ё | Ж |  | З |  | И |   | Ӣ |   | Й | К | Қ | Л |   | М |  | Н |   |  | О |   | П |  | Р |  | С |  | Т |   | У | Ӯ |   | Ф | Х | Ҳ |   |  | Ч | Ҷ  | Ш |   | Ъ |   |  |   | Э |  | Ю | Я |
| українська  | А |   | Б | В | Г | Ґ | Д |   | Е |    | Є |   | Ж |  | З |  | И | І |   | Ї | Й | К |   | Л |   | М |  | Н |   |  | О |   | П |  | Р |  | С |  | Т |   | У |   |   | Ф | Х |   | Ц |  | Ч |    | Ш | Щ |   |   |  | Ь |   |  | Ю | Я |

## Список
| Сім'я                | Група                | Мова                        | Примітки                                                                  |
| -------------------- | -------------------- | --------------------------- | ------------------------------------------------------------------------- |
| індоєвропейська      | балтійська           | литовська                   | кін. XIX століття — 1904, паралельно з латинською                         |
| індоєвропейська      | індоарійська         | циганська                   | в Сербії та колишньому СРСР із 1927                                       |
| індоєвропейська      | іранська             | белуджська                  | в Туркменії з 1980-х                                                      |
| індоєвропейська      | іранська             | курдська                    | на території колишнього СРСР із 1946, зараз практично не використовується |
| індоєвропейська      | іранська             | осетинська                  | XVIII століття — 1924; із 1938                                            |
| індоєвропейська      | іранська             | таджицька                   | з 1940                                                                    |
| індоєвропейська      | іранська             | гірсько-єврейська (татська) | з 1938. В Азербайджані з 1990-х функціонує на латиниці                    |
| індоєвропейська      | іранська             | шугнанська                  | з 1980-х                                                                  |
| індоєвропейська      | іранська             | ягнобська                   | з 1990-х                                                                  |
| індоєвропейська      | романська            | молдовська                  | до 1932; 1937–1989 в Молдові; досі в Придністров'ї                        |
| індоєвропейська      | романська            | румунська                   | до 1860-х                                                                 |
| індоєвропейська      | романська            | ладіно                      | у деяких сефардських публікаціях, виданих у Болгарії.                     |
| індоєвропейська      | слов'янська          | білоруська                  |                                                                           |
| індоєвропейська      | слов'янська          | болгарська                  |                                                                           |
| індоєвропейська      | слов'янська          | македонська                 | із 1945                                                                   |
| індоєвропейська      | слов'янська          | польська                    | спроби сер. XIX століття                                                  |
| індоєвропейська      | слов'янська          | русинська                   |                                                                           |
| індоєвропейська      | слов'янська          | російська                   |                                                                           |
| індоєвропейська      | слов'янська          | сербська                    | поряд з латиницею                                                         |
| індоєвропейська      | слов'янська          | українська                  |                                                                           |
| індоєвропейська      | слов'янська          | чорногорська                | поряд з латиницею                                                         |
| індоєвропейська      | слов'янська          | старослов'янська            | стара церковнослов'янська                                                 |
| індоєвропейська      | слов'янська          | церковнослов'янська         | окрім хорватського і чеського глаголичних ізводів                         |
| індоєвропейська      | слов'янська          | Давньоруська                |                                                                           |
| індоєвропейська      | слов'янська          | міжслов'янська              | поряд з латиницею                                                         |
| кавказька            | абхазо-адизька       | абазинська                  | з 1938                                                                    |
| кавказька            | абхазо-адизька       | абхазька                    | 1862-1926; з 1954                                                         |
| кавказька            | нахсько-дагестанська | аварська                    | XIX століття, паралельно з арабською; з 1938                              |
| кавказька            | нахсько-дагестанська | агульська                   | з 1990                                                                    |
| кавказька            | абхазо-адизька       | адигейська                  | з 1938                                                                    |
| кавказька            | нахсько-дагестанська | арчинська                   | спроби з 2000-х                                                           |
| кавказька            | нахсько-дагестанська | ахвахська                   | спроби з 1980-х                                                           |
| кавказька            | нахсько-дагестанська | даргинська                  | кін. XIX — поч. XX століть, паралельно з арабською; з 1938                |
| кавказька            | нахсько-дагестанська | інгуська                    | з 1937                                                                    |
| кавказька            | абхазо-адизька       | кабардинська                | кін. XIX — поч. XX століть, паралельно з арабською; з 1936                |
| кавказька            | нахсько-дагестанська | кубачинська                 | спроби з 1990-х                                                           |
| кавказька            | нахсько-дагестанська | лакська                     | кін. XIX — поч. XX століть, паралельно з арабською; з 1938                |
| кавказька            | нахсько-дагестанська | лезгінська                  | кін. XIX — поч. XX століть, паралельно з арабською; з 1938                |
| кавказька            | нахсько-дагестанська | рутульська                  | з 1990                                                                    |
| кавказька            | нахсько-дагестанська | табасаранська               | з 1938                                                                    |
| кавказька            | нахсько-дагестанська | удінська                    | спроби 1990-х, паралельно з латинською                                    |
| кавказька            | нахсько-дагестанська | хіналугська                 | спроби 1990-х                                                             |
| кавказька            | нахсько-дагестанська | цахурська                   | з 1990, паралельно з латинською                                           |
| кавказька            | нахсько-дагестанська | цезька                      | з 1993                                                                    |
| кавказька            | нахсько-дагестанська | цезька                      | з 1993                                                                    |
| кавказька            | нахсько-дагестанська | чеченська                   | з 1938, у 1991-2000 також латиниця                                        |
| китайсько-тибетська  | китайська            | дунганська                  | з 1953                                                                    |
| чукотсько-камчатська | ітельменська         | ітельменська                | з 1980-х                                                                  |
| чукотсько-камчатська | чукотсько-коряцька   | коряцька                    | з 1937                                                                    |
| чукотсько-камчатська | чукотсько-коряцька   | чукотська                   | з 1937                                                                    |
| алтайська            | монгольська          | бурятська                   | проби кін. XIX — поч. XX століть, паралельно з монгольською; з 1939       |
| алтайська            | монгольська          | калмицька                   | 1924-1930; з 1938                                                         |
| алтайська            | монгольська          | монгольська                 | з 1940                                                                    |
| алтайська            | монгольська          | даурська                    | спроба 1957                                                               |
| алтайська            | тунгусо-маньчжурська | нанайська                   | спроби кін. XIX століття; 1928—1929; з 1937                               |
| алтайська            | тунгусо-маньчжурська | негідальська                | з 2009                                                                    |
| алтайська            | тунгусо-маньчжурська | орокська                    | з 2008                                                                    |
| алтайська            | тунгусо-маньчжурська | орочська                    | з 2000-х                                                                  |
| алтайська            | тунгусо-маньчжурська | сібінський                  | спроба 1957                                                               |
| алтайська            | тунгусо-маньчжурська | удегейська                  | з 1937                                                                    |
| алтайська            | тунгусо-маньчжурська | ульцька                     | з 2001                                                                    |
| алтайська            | тунгусо-маньчжурська | евенкійська                 | спроби XIX століття; з 1937                                               |
| алтайська            | тунгусо-маньчжурська | евенська                    | з 1937                                                                    |
| тюркська             | огузька              | азербайджанська             | 1939-1991; паралельно з латиницею у 1991-2001. донині в Дагестані         |
| тюркська             | алтайська            | алтайська                   | 1845-1928; з 1938                                                         |
| тюркська             | кипчацька            | башкирська                  | кін. XIX — поч. XX століть, паралельно з арабською; з 1940                |
| тюркська             | огузька              | гагаузька                   | спроби кін. XIX — поч. XX століть; 1957-1990-і                            |
| тюркська             | якутська             | долганська                  | з 1973                                                                    |
| тюркська             | кипчацька            | казахська                   | кін. XIX — поч. XX століть, паралельно з арабською; з 1940                |
| тюркська             | кипчацька            | караїмська                  | XX століття                                                               |
| тюркська             | кипчацька            | каракалпацька               | 1940-і — 1994                                                             |
| тюркська             | кипчацька            | карачаєво-балкарська        | з 1936                                                                    |
| тюркська             | алтайська            | киргизька                   | з 1940                                                                    |
| тюркська             | кипчацька            | кримськотатарська           | з 1938-1990-тих, іноді використовується зараз                             |
| тюркська             | кипчацька            | кримчацька                  | 1990-ті                                                                   |
| тюркська             | алтайська            | кумандинська                | спроби з 1990-х                                                           |
| тюркська             | кипчацька            | кумицька                    | з 1938                                                                    |
| тюркська             | кипчацька            | ногайська                   | з 1938                                                                    |
| тюркська             | саянська             | сойотсько-цатанська         | з 2000-х                                                                  |
| тюркська             | кипчацька            | татарська                   | кін. XIX — поч. XX століть, паралельно з арабською; з 1938                |
| тюркська             | алтайська            | телеутська                  | з 2004                                                                    |
| тюркська             | саянська             | тофаларська                 | з 1988                                                                    |
| тюркська             | саянська             | тувинська                   | спроби 1920-х; з 1941                                                     |
| тюркська             | огузька              | туркменська                 | 1940–1995, використовується і зараз поряд з латиницею                     |
| тюркська             | карлуцька            | узбецька                    | 1941–1998; з 1998 використовується поряд з латиницею                      |
| тюркська             | карлуцька            | уйгурська                   | з 1947                                                                    |
| тюркська             | хакаська             | хакаська                    | кін. XIX століття — 1929; з 1939                                          |
| тюркська             | булгарська           | чуваська                    | з кін. XVIII століття                                                     |
| тюркська             | хакаська             | шорська                     | кін. XIX століття — 1929; з 1938                                          |
| тюркська             | якутська             | якутська                    | XIX століття — 1917; з 1939                                               |
| уральська            | самодійська          | нганасанська                | з 1990-х                                                                  |
| уральська            | самодійська          | ненецька                    | спроби кін. XIX століття; з 1937                                          |
| уральська            | самодійська          | селькупська                 | спроби кін. XIX століття; з 1937                                          |
| уральська            | самодійська          | енецька                     | спроби з 1980-х                                                           |
| уральська            | угро-фінська         | вепська                     | спроби кін. 1980-х — початку 1990-х; 2010-х                               |
| уральська            | угро-фінська         | карельська                  | XIX — поч. XX століть; 1937—1940                                          |
| уральська            | угро-фінська         | комі                        | див. також давньопермське письмо                                          |
| уральська            | угро-фінська         | комі-зирянська              | поч. XIX століття — 1930; з 1936                                          |
| уральська            | угро-фінська         | комі-перм'яцька             | поч. XIX століття — 1930; з 1936                                          |
| уральська            | угро-фінська         | комі-язьвинська             | з 2003                                                                    |
| уральська            | угро-фінська         | мансійська (вогульська)     | спроби поч. XX століття; з 1937                                           |
| уральська            | угро-фінська         | марійські                   | з кін. XVIII століття                                                     |
| уральська            | угро-фінська         | мокшанська                  | з кін. XVIII століття                                                     |
| уральська            | угро-фінська         | ерзянська                   | з кін. XVIII століття                                                     |
| уральська            | угро-фінська         | саамська                    | спроби кін. XIX століття; 1937—1938; з 1982 (у Росії)                     |
| уральська            | угро-фінська         | удмуртська                  | з кін. XVIII століття                                                     |
| уральська            | угро-фінська         | хантийська                  | спроби кін. XIX — поч. XX століть; з 1937                                 |
| палеоазійська        | ескімосько-алеутська | алеутська                   | XIX — поч. XX століть; з 1990-х                                           |
| палеоазійська        | ескімосько-алеутська | алютікська                  | XIX — поч. XX століть; з 1990-х                                           |
| афразійська          | семітська            | ассирійська                 | в СРСР у 1920-ті роки                                                     |
| палеоазійська        | єнісейська           | кетська                     | з 1980-х                                                                  |
| палеоазійська        | ескімосько-алеутська | ескімоська                  | спроби кін. XIX століття; з 1937 в Росії                                  |
| палеоазійська        | гіляцька             | нівхська                    | з 1937                                                                    |
| Дене-єнісейська      | на-дене              | тлінгітська                 | спроби XIX — поч. XX століть                                              |
| Уральсько-юкагірська | юкагірська           | юкагірська                  | з 1987                                                                    |